# Parque Ñu Guasu

El Parque Ñu Guasu es un área verde de 65 ha. aproximadamente, ubicada en Luque, ciudad del Departamento Central de Paraguay, próximo al Aeropuerto Internacional Silvio Pettirossi.
El parque es de acceso libre y gratuito; cuenta actualmente con un circuito de 5.000 metros y un carril para el tránsito de bicicletas interno de 1.200 metros. Además, posee canchas de fútbol, vóley, básquet y tenis. También hay espacios para parques infantiles y área de gimnasia.
Desde el centro de la ciudad de Asunción se tiene acceso al parque por la Av. España, que desde la Av. San Martín lleva el nombre de Av. Aviadores del Chaco (o también conocida como Autopista). También se puede acceder partiendo desde el centro de Asunción por la Av. Mariscal López hasta llegar a Av. Madame Lynch (o Calle Última) y girar a la izquierda para ir hacia el cruce entre Av. Aviadores del Chaco y finalmente girar a la derecha para ir al Parque Ñu Guazú o a Luque.
El mantenimiento del parque Ñu Guasu es competencia del MOPC (Ministerio de Obras Públicas y Comunicaciones) de Paraguay, a través de su Dirección de Obras Públicas, dependiente del Viceministerio de Obras Públicas y Comunicaciones.

## Infraestructura

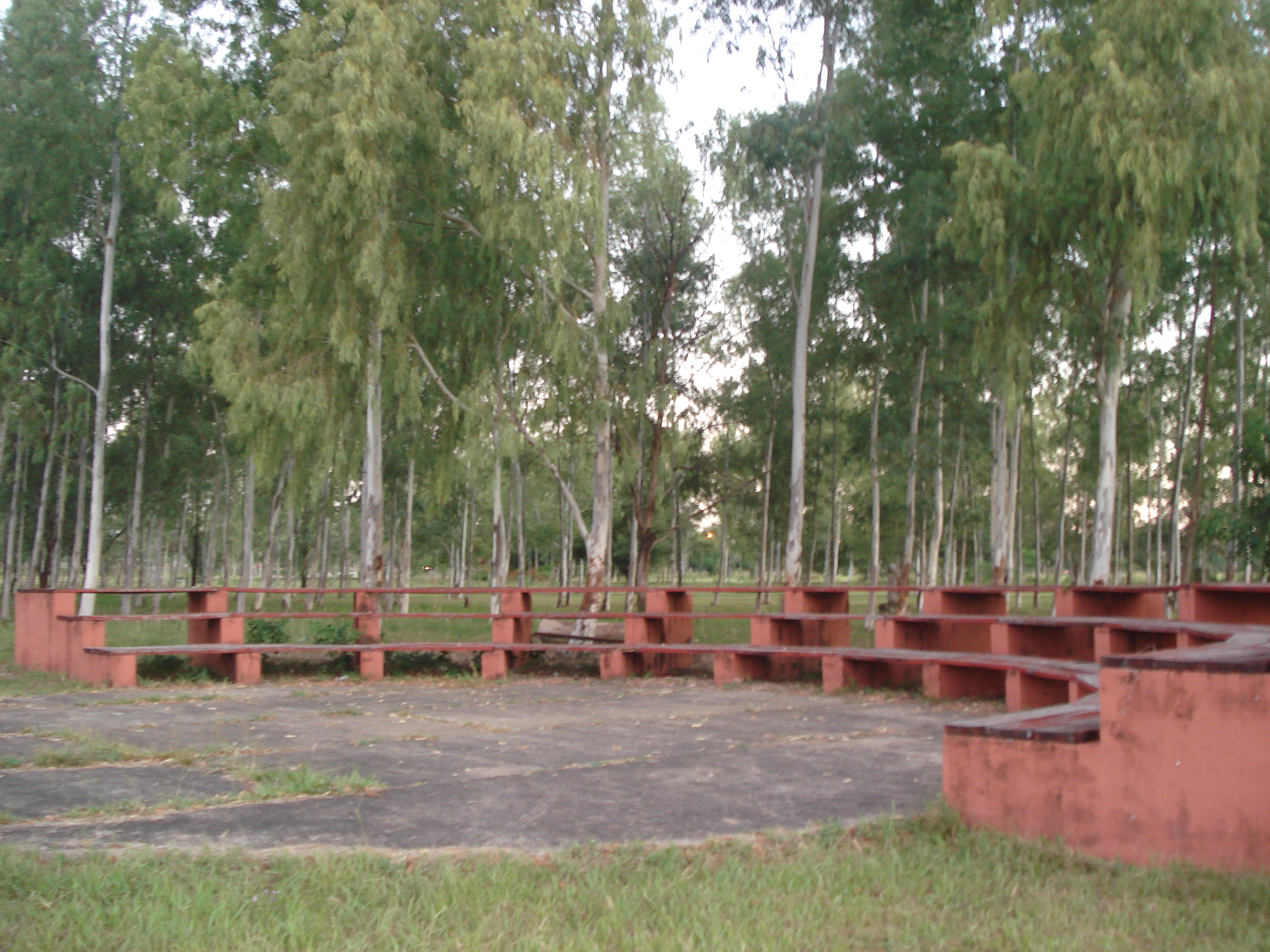
Anfiteatro del Parque Ñu Guasu.

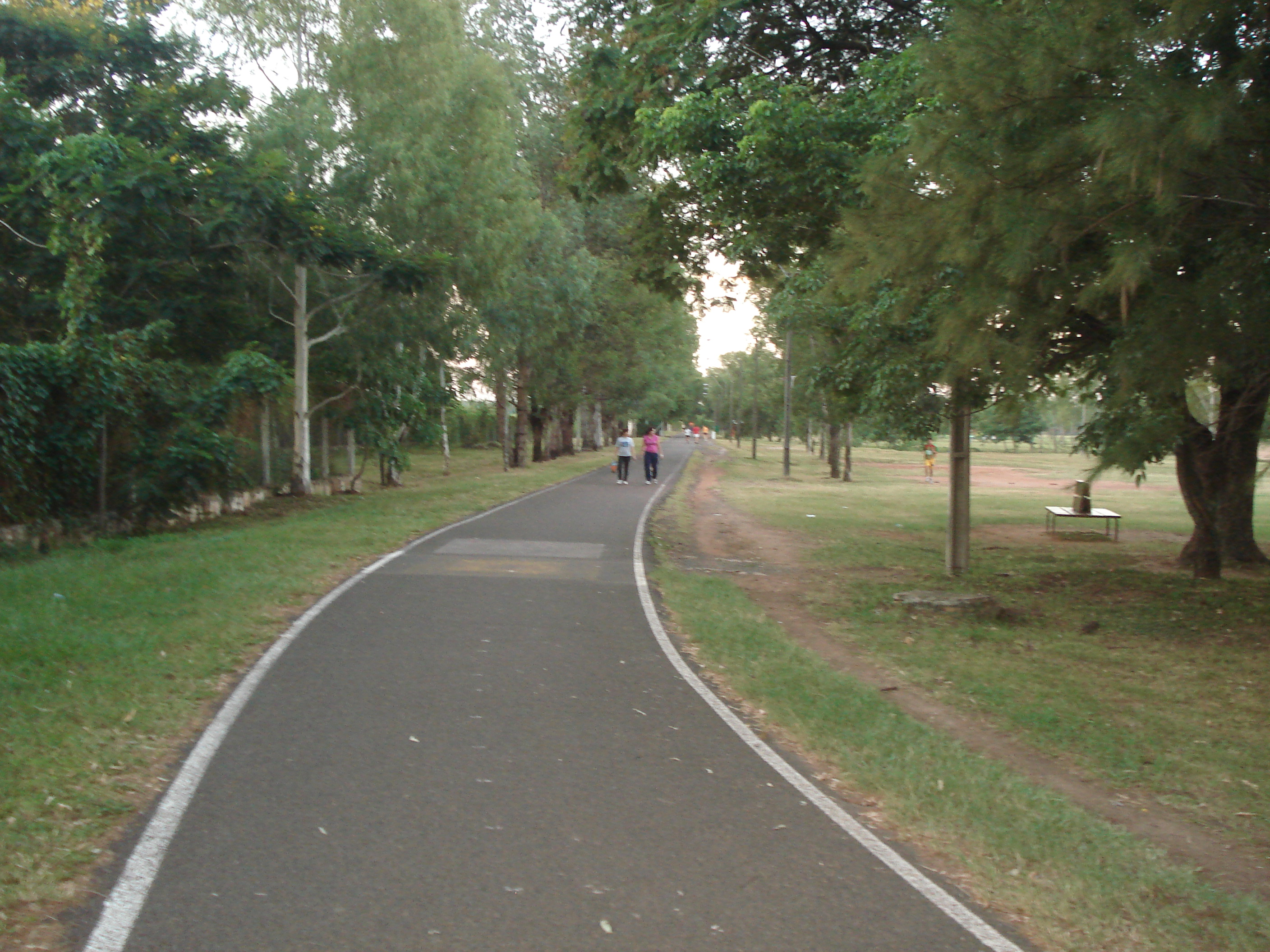
Camineros del Parque Ñu Guasu.

El parque cuenta con 65 ha. de espacio verde, equipado con camineros, canchas múltiples para la realización de deportes, parques con juegos para niños, cantinas y bancos para áreas de descanso.
Numerosas son las obras que permanentemente se llevan a cabo en este parque, ya que constituye uno de los principales pulmones de las ciudades de Luque y Asunción.
Entre los proyectos en permanente ejecución se encuentran los referidos al mantenimiento del recapado de los diversos circuitos con que cuenta el parque y proyectos referidos a la arborización con el fin de que todos los ambientes cuenten con buena sombra y oxigenación adecuada. Además existe un área dedicada a la realización de ejercicios físicos con aparatos que ayudan al desarrollo y fortalecimiento de la zona abdominal y de estiramiento corporal.
El lugar cuenta también con oficinas para atención al visitante e informaciones generales, área para informaciones turísticas, área de exposición, depósito y servicios higiénicos.
Se ha previsto, además, un espacio para estacionamiento de vehículos, una ambulancia y un carro de bomberos; el patio de comidas, cuenta con un área total de 1445 m².

## Plaza Taiwán

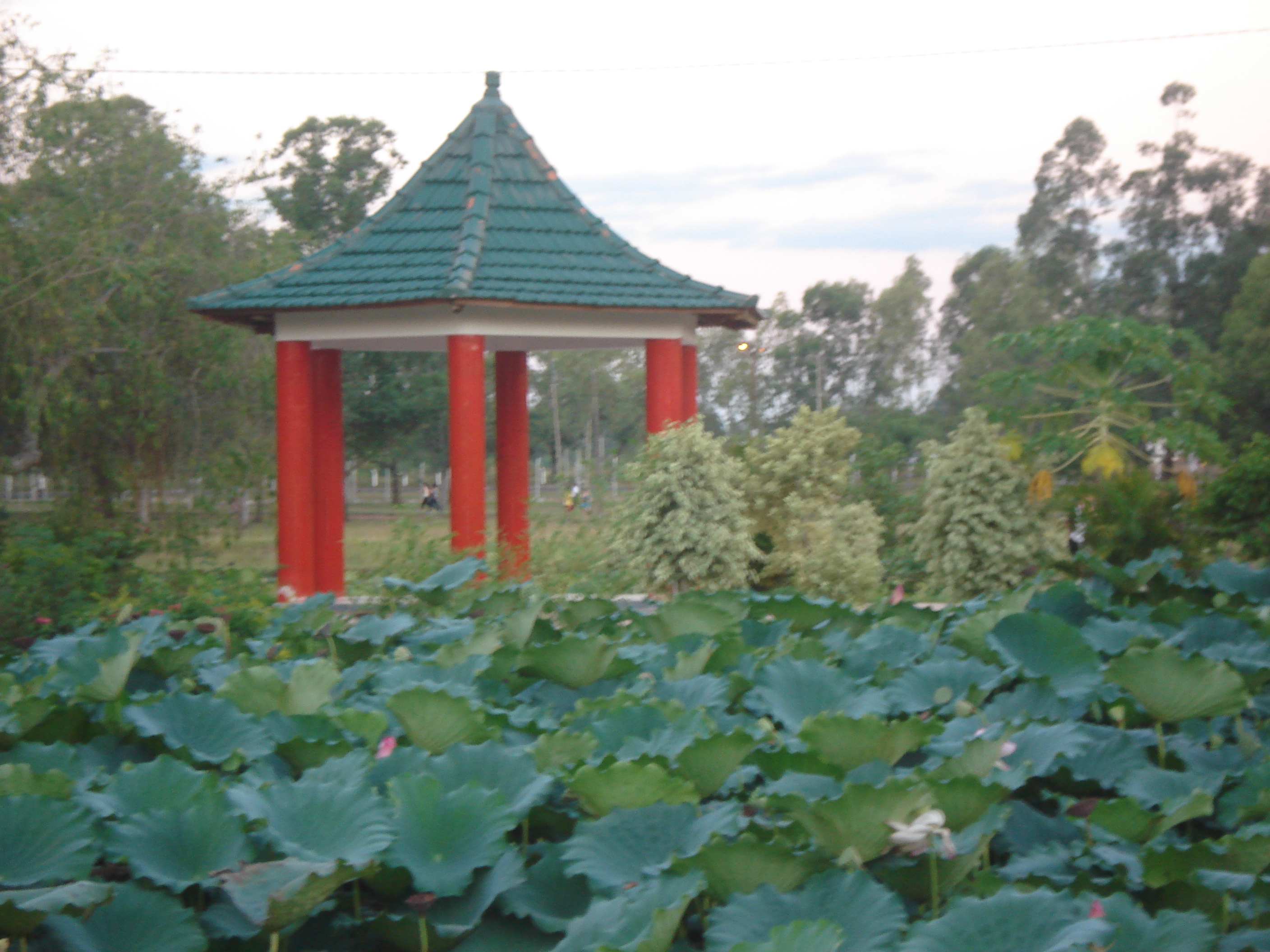
Parque Taiwán

Dentro del parque, existe un espacio denominado “Plaza Taiwán”. Este espacio, ambientado con estilo Oriental, nació con la idea de trasladar al parque una semblanza de la iconografía taiwanesa. La inauguración de este sector del parque tuvo lugar con la presencia del presidente de la República China en Taiwán, el Señor Chen Shui-bian y el presidente de Paraguay Nicanor Duarte Frutos.
El proyecto está ubicado en la isla del primer lago, formando parte del paseo de los Lagos. Cuenta con los siguientes componentes: puente de acceso de 10 metros de longitud, jardinería, bancos y camineros, iluminación y una glorieta con características de la arquitectura oriental.

## Actividades en el parque
La Organización DEQUENÍ, que anualmente realiza en el lugar la “Caminata de la solidaridad” que tiene como principal objetivo el promover la salud, la educación y la protección de los niños del Paraguay.
Otra actividad que se realiza cada año es el festejo para todos los niños en su día, que en el país se celebra el 16 de agosto, como recuerdo de la cruenta “Batalla de Acosta Ñu” que tuvo lugar durante la Guerra contra la Triple Alianza. En esa batalla, murieron numerosos niños.
- Wikimedia Commons alberga una categoría multimedia sobre Parque Ñu Guasu.

- Datos: Q3646777
- Multimedia: Parque Ñu Guasu / Q3646777